# Adriana Salonia
Adriana Salonia (Buenos Aires, 5 gennaio 1969) è un'attrice argentina.
Durante la sua carriera ha ricoperto diversi ruoli televisivi, cinematografici e teatrali. Tra i primi ruoli con cui si è fatta conoscere c'è quello di María Clara Ciocchini nel film La notte delle matite spezzate del 1986 e di Lili nella serie Socorro, quinto año del 1989 e successivamente per essere stata nel cast protagonista della serie televisiva Desesperadas por el Aire tra il 1998 e il 1999 e della telenovela russa Tango del último amor nel 2006. Nel 2016 esce l'horror Paternóster, la otra mirada, in cui interpreta il ruolo principale di Carmen.

## Biografia
Nasce a Buenos Aires il 5 gennaio 1969 da madre maestra e psicopedagogista e da padre medico oncologo. Ha tre fratelli di nome Catalina, Cecilia e Roberto. Studia come perito mercantile e successivamente teatro alla Escuela Nacional de Arte Dramático. Ha lavorato anche come cameriera per alcuni bar e ristoranti. Ha origini italiane.
Studia recitazione anche con Augusto Fernandes e Raúl Serrano.

## Carriera
Inizia la sua carriera artistica negli anni '80, debuttando con il ruolo di Maria Clara Ciocchini nel lungometraggio La notte delle matite spezzate, scelta durante la frequentazione della scuola teatrale tra le 1500 aspiranti attrici. Successivamente supera un altro casting che le permette di partecipare alla serie televisiva Socorro, quinto año che vede la luce nel 1989.
Nel 1999 è nella giuria della Festa nazionale dell'immigrante a Oberá.

## Filmografia

### Cinema
- La notte delle matite spezzate (La noche de los lápices), regia di Héctor Olivera (1986)
- Tango per un killer (Matar es morir un poco), regia di Héctor Olivera (1988)
- Alma mía, regia di Daniel Barone (1999)
- La mitad negada, regia di Augusto Fernandes (2005)
- La suerte está echada, regia di Sebastián Borensztein (2005)
- Olga, Victoria Olga, regia di Mercedes Farriols (2006)
- Chile 672, regia di Pablo Bardauil e Franco Verdoia (2006)
- Reparaciones, regia di Juan Pablo Lacroze (2007)
- High School Musical - La sfida (High School Musical: El Desafío), regia di Jorge Nisco (2008)
- El abismo... todavía estamos, regia di Pablo Yotich (2011)
- Paternóster, la otra mirada, regia di Daniel Alvaredo (2016)
- Como casarse antes de los 30, regia di Manuel Pifano (2016)
- La sequía, regia di Martín Jáuregui (2019)

### Televisione
- Tiempo cumplido - serie TV (1987)
- Socorro, quinto año - serie TV (1989)
- Una voz en el teléfono - serial TV (1990)
- Fiesta y bronca de ser joven - serial TV (1992-1993)
- Sin condena - serie TV (1994)
- El precio del poder - serie TV (1992-1993)
- Alta comedia - serie TV (1992-1994)
- Marco, el candidato - serie TV (1994)
- Top Model (90-60-90 modelos) - serial TV (1996)
- Zingara - serial TV (1996)
- Chiquititas - serial TV (1997)
- Desesperadas por el aire - serial TV (1998)
- Te quiero, te quiero - serial TV (1998)
- Mi ex - serial TV (1999)
- Buenos vecinos - serial TV (1999-2000)
- Primicias - serial TV (2000)
- Tiempo final - serie TV (2000-2002)
- El sodero de mi vida - serial TV (2001)
- PH - serial TV (2001)
- Tumberos - miniserie TV (2002)
- Rincón de luz - serial TV (2003)
- Rebelde Way - serial TV (2002-2003)
- Los simuladores, 1 episodio - serie TV (2003)
- Padre Coraje - serial TV (2004)
- Sálvame María - serial TV (2005)
- Tango del último amor - serial TV (2007)
- B&B - serie TV (2008)
- Una de dos - serie TV (2008)
- Herencia de amor - serial TV (2009)
- Super T - Una schiappa alla riscossa (SuperTorpe) - serie TV (2011-2012)
- Sos mi hombre - serial TV (2012)
- Historias de corazón, 1 episodio - serie TV (2013)
- Una famiglia quasi perfetta (Somos familia) - serial TV (2014)
- El marginal - serie TV (2016)
- Heidi Bienvenida (Heidi, bienvenida a casa) - serial TV (2017-2019)
- Millennials - serie TV (2019)

## Teatro
- Sonata para espectros, regia di David Amitin (1986)
- Socorro 5to año, regia di Rodolfo Ledo (1990)
- Diosas en el Aire, regia di Irene Itzcovich (1991)
- La cena de los tontos, regia di Luis Agustoni (2000)
- Doña Rosita la soltera, regia di Marcelo Moncarz (2001)
- Comer entre comidas, regia di Hugo Urquijo (2001)
- Hotel Berlin, regia di Julio Baccaro (2004)
- Un mismo árbol verde, regia di Manuel Iedvabni (2006)
- Cuestión de principios, regia di Hugo Urquijo (2009)
- Lo que mata es la humedad, regia di Alberto Cattan (2011)
- Hembras, Un encuentro con Mujeres Notables, regia di María Teresa Costantini (2012)
- Las novias de Travolta, regia di Osvaldo Laport (2013)
- Cita a Ciegas, regia di Luis Agustoni (2014)

## Doppiatrici italiane
Nelle versioni in italiano dei suoi film, Adriana Salonia è stata doppiata da:
- Annamaria Tulli in Zingara[7].
- Laura Amadei in Rebelde Way (2° voce)[8].
- Anna Radici in Una famiglia quasi perfetta[9].
- Anna Cesareni in Super T - Una schiappa alla riscossa[10].
- Cinzia Villari in Heidi Bienvenida[11].